# Lijst van Franse ministers van Landbouw

## Ministers van Landbouw (1958–heden)
| Minister van Landbouw en Visserij | Minister van Landbouw en Visserij | Minister van Landbouw en Visserij | Ambtstermijn               | Ambtstermijn     | Partij(en)    | Premier(s)                            | Kabinet(en)                       | Overige functie(s) |
| --------------------------------- | --------------------------------- | --------------------------------- | -------------------------- | ---------------- | ------------- | ------------------------------------- | --------------------------------- | ------------------ |
|                                   |                                   | Roger Houdet (1899–1987)          | 9 juni 1958                | 29 mei 1959      | CNIP          | Michel Debré (1959–1962)              | Debré                             |                    |
|                                   | Henri Rochereau                   | Henri Rochereau (1908–1999)       | 29 mei 1959                | 24 augustus 1961 | DVD           | Michel Debré (1959–1962)              | Debré                             |                    |
|                                   | Edgard Pisani                     | Edgard Pisani (1918–2016)         | 24 augustus 1961           | 8 januari 1966   | DVG           | Michel Debré (1959–1962)              | Debré                             | .                  |
| Georges Pompidou (1962–1968)      | Edgard Pisani                     | Edgard Pisani (1918–2016)         | 24 augustus 1961           | 8 januari 1966   | DVG           | Pompidou I                            |                                   |                    |
| Georges Pompidou (1962–1968)      | Edgard Pisani                     | Edgard Pisani (1918–2016)         | 24 augustus 1961           | 8 januari 1966   | DVG           | Pompidou II                           |                                   |                    |
| Georges Pompidou (1962–1968)      |                                   | Edgar Faure                       | Edgar Faure (1908–1988)    | 8 januari 1966   | 10 juli 1968  | UNR (1966–67)                         | Pompidou III                      |                    |
| Georges Pompidou (1962–1968)      | UDR (1967–68)                     | Edgar Faure                       | Edgar Faure (1908–1988)    | 8 januari 1966   | 10 juli 1968  | Pompidou IV                           |                                   |                    |
|                                   | Robert Boulin                     | Robert Boulin (1920–1979)         | 10 juli 1968               | 20 juni 1969     | UDR           | Maurice Couve de Murville (1968–1969) | Couve de Murville                 |                    |
|                                   |                                   | Jacques Duhamel (1924–1977)       | 20 juni 1969               | 7 januari 1971   | CDP           | Jacques Chaban- Delmas (1969–1972)    | Chaban- Delmas                    |                    |
|                                   | Michel Cointat                    | Michel Cointat (1921–2013)        | 7 januari 1971             | 6 juli 1972      | CDP           | Jacques Chaban- Delmas (1969–1972)    | Chaban- Delmas                    |                    |
|                                   | Jacques Chirac                    | Jacques Chirac (1932–2019)        | 6 juli 1972                | 1 maart 1974     | UDR           | Pierre Messmer (1972–1974)            | Messmer I                         |                    |
| Messmer II                        | Jacques Chirac                    | Jacques Chirac (1932–2019)        | 6 juli 1972                | 1 maart 1974     | UDR           | Pierre Messmer (1972–1974)            |                                   |                    |
|                                   | Raymond Marcellin                 | Raymond Marcellin (1914–2004)     | 1 maart 1974               | 27 mei 1974      | RI            | Pierre Messmer (1972–1974)            | Messmer III                       |                    |
|                                   | Christian Bonnet                  | Christian Bonnet (1921–2020)      | 27 mei 1974                | 30 maart 1977    | RI            | Jacques Chirac (1974–1976)            | Chirac I                          |                    |
| Raymond Barre (1976–1981)         | Christian Bonnet                  | Christian Bonnet (1921–2020)      | 27 mei 1974                | 30 maart 1977    | RI            | Barre I                               |                                   |                    |
| Raymond Barre (1976–1981)         |                                   | Pierre Méhaignerie                | Pierre Méhaignerie (1939)  | 30 maart 1977    | 21 mei 1981   | UDF (CDS)                             | Barre II                          |                    |
| Raymond Barre (1976–1981)         | Barre III                         | Pierre Méhaignerie                | Pierre Méhaignerie (1939)  | 30 maart 1977    | 21 mei 1981   | UDF (CDS)                             |                                   |                    |
|                                   | Édith Cresson                     | Édith Cresson (1934)              | 21 mei 1981                | 23 maart 1983    | PS            | Pierre Mauroy (1981–1984)             | Mauroy I                          |                    |
| Mauroy II                         | Édith Cresson                     | Édith Cresson (1934)              | 21 mei 1981                | 23 maart 1983    | PS            | Pierre Mauroy (1981–1984)             |                                   |                    |
|                                   | Michel Rocard                     | Michel Rocard (1930–2016)         | 23 maart 1983              | 5 april 1985     | PS            | Pierre Mauroy (1981–1984)             | Mauroy III                        |                    |
| Laurent Fabius (1984–1986)        | Michel Rocard                     | Michel Rocard (1930–2016)         | 23 maart 1983              | 5 april 1985     | PS            | Fabius                                |                                   |                    |
| Laurent Fabius (1984–1986)        |                                   | Henri Nallet                      | Henri Nallet (1939)        | 5 april 1985     | 20 maart 1986 | Fabius                                | PS                                |                    |
|                                   |                                   | François Guillaume (1932)         | 20 maart 1986              | 10 mei 1988      | RPR           | Jacques Chirac (1986–1988)            | Chirac II                         |                    |
|                                   | Henri Nallet                      | Henri Nallet (1939)               | 10 mei 1988                | 1 oktober 1990   | PS            | Michel Rocard (1988–1991)             | Rocard I                          |                    |
| Rocard II                         | Henri Nallet                      | Henri Nallet (1939)               | 10 mei 1988                | 1 oktober 1990   | PS            | Michel Rocard (1988–1991)             |                                   |                    |
|                                   | Louis Mermaz                      | Louis Mermaz (1931)               | 1 oktober 1990             | 2 oktober 1992   | PS            | Michel Rocard (1988–1991)             | .                                 |                    |
| Édith Cresson (1991–1992)         | Louis Mermaz                      | Louis Mermaz (1931)               | 1 oktober 1990             | 2 oktober 1992   | PS            | Cresson                               |                                   |                    |
| Pierre Bérégovoy (1992–1993)      | Louis Mermaz                      | Louis Mermaz (1931)               | 1 oktober 1990             | 2 oktober 1992   | PS            | Bérégovoy                             |                                   |                    |
| Pierre Bérégovoy (1992–1993)      |                                   | Jean-Pierre Soisson               | Jean-Pierre Soisson (1934) | 2 oktober 1992   | 29 maart 1993 | Bérégovoy                             | PRG                               |                    |
|                                   | Jean Puech                        | Jean Puech (1942)                 | 29 maart 1993              | 17 mei 1995      | UDF           | Édouard Balladur (1993–1995)          | Balladur                          |                    |
|                                   | Philippe Vasseur                  | Philippe Vasseur (1943)           | 17 mei 1995                | 3 juni 1997      | UDF           | Alain Juppé (1995–1997)               | Juppé I                           |                    |
| Juppé II                          | Philippe Vasseur                  | Philippe Vasseur (1943)           | 17 mei 1995                | 3 juni 1997      | UDF           | Alain Juppé (1995–1997)               |                                   |                    |
|                                   | Louis Le Pensec                   | Louis Le Pensec (1937)            | 3 juni 1997                | 20 oktober 1998  | PS            | Lionel Jospin (1997–2002)             | Jospin                            |                    |
|                                   | Jean Glavany                      | Jean Glavany (1949)               | 20 oktober 1998            | 25 februari 2002 | PS            | Lionel Jospin (1997–2002)             | Jospin                            |                    |
|                                   | François Patriat                  | François Patriat (1943)           | 25 februari 2002           | 6 mei 2002       | PS            | Lionel Jospin (1997–2002)             | Jospin                            |                    |
|                                   | Hervé Gaymard                     | Hervé Gaymard (1960)              | 6 mei 2002                 | 30 november 2004 | UMP           | Jean-Pierre Raffarin (2002–2005)      | Raffarin I                        |                    |
| Raffarin II                       | Hervé Gaymard                     | Hervé Gaymard (1960)              | 6 mei 2002                 | 30 november 2004 | UMP           | Jean-Pierre Raffarin (2002–2005)      |                                   |                    |
| Raffarin III                      | Hervé Gaymard                     | Hervé Gaymard (1960)              | 6 mei 2002                 | 30 november 2004 | UMP           | Jean-Pierre Raffarin (2002–2005)      |                                   |                    |
|                                   | Dominique Bussereau               | Dominique Bussereau (1952)        | 30 november 2004           | 16 mei 2007      | UMP           | Jean-Pierre Raffarin (2002–2005)      |                                   |                    |
| Dominique de Villepin (2005–2007) | Dominique Bussereau               | Dominique Bussereau (1952)        | 30 november 2004           | 16 mei 2007      | UMP           | de Villepin                           |                                   |                    |
|                                   | Christine Lagarde                 | Christine Lagarde (1956)          | 16 mei 2007                | 20 juni 2007     | UMP           | François Fillon (2007–2012)           | Fillon I                          |                    |
|                                   | Michel Barnier                    | Michel Barnier (1951)             | 20 juni 2007               | 23 juni 2009     | UMP           | François Fillon (2007–2012)           | Fillon II                         |                    |
|                                   | Bruno Le Maire                    | Bruno Le Maire (1969)             | 23 juni 2009               | 16 mei 2012      | UMP           | François Fillon (2007–2012)           | Fillon II                         |                    |
| Fillon III                        | Bruno Le Maire                    | Bruno Le Maire (1969)             | 23 juni 2009               | 16 mei 2012      | UMP           | François Fillon (2007–2012)           | Minister van Ruimtelijke Ordening |                    |
|                                   | Stéphane Le Foll                  | Stéphane Le Foll (1960)           | 15 mei 2012                | 14 mei 2017      | PS            | Jean-Marc Ayrault (2012–2014)         | Ayrault I                         |                    |
| Ayrault II                        | Stéphane Le Foll                  | Stéphane Le Foll (1960)           | 15 mei 2012                | 14 mei 2017      | PS            | Jean-Marc Ayrault (2012–2014)         |                                   |                    |
| Manuel Valls (2014–2016)          | Stéphane Le Foll                  | Stéphane Le Foll (1960)           | 15 mei 2012                | 14 mei 2017      | PS            | Valls I                               |                                   |                    |
| Manuel Valls (2014–2016)          | Stéphane Le Foll                  | Stéphane Le Foll (1960)           | 15 mei 2012                | 14 mei 2017      | PS            | Valls II                              |                                   |                    |
| Bernard Cazeneuve (2016–2017)     | Stéphane Le Foll                  | Stéphane Le Foll (1960)           | 15 mei 2012                | 14 mei 2017      | PS            | Cazeneuve                             |                                   |                    |
|                                   | Jacques Mézard                    | Jacques Mézard (1947)             | 14 mei 2017                | 20 juni 2017     | PRG           | Édouard Philippe (2017–2020)          | Philippe I                        |                    |
|                                   | Stéphane Travert                  | Stéphane Travert (1969)           | 20 juni 2017               | 16 oktober 2018  | LREM          | Édouard Philippe (2017–2020)          | Philippe II                       |                    |
|                                   | Didier Guillaume                  | Didier Guillaume (1959)           | 16 oktober 2018            | 3 juli 2020      | DVG           | Édouard Philippe (2017–2020)          | Philippe II                       |                    |
|                                   | Julien Denormandie                | Julien Denormandie (1980)         | 3 juli 2020                | 20 mei 2022      | LREM          | Jean Castex (2020–2022)               | Castex                            |                    |
|                                   | Marc Fesneau                      | Marc Fesneau (1971)               | 20 mei 2022                | heden            | MoDem         | Élisabeth Borne (2022–heden)          | Borne                             |                    |